# Слава Богу, ты пришёл!
«Слава Богу, ты пришёл!» — российское юмористическое шоу, основанное на импровизации. За основу взят формат австралийского проекта «Thank God You’re Here», принадлежащего компании Fremantle (до 2018 года — FremantleMedia). Российскую версию выпускал телеканал СТС.
Ведущим изначальной версии проекта, выходившей с 2006 по 2010 год, был Михаил Шац, судьями — Александр Цекало, Вадим Галыгин, Андрей Ургант, а также другие звёзды. В 2018 году шоу было возрождено, судьёй стал Сергей Светлаков, а ведущим — сначала Игорь Верник, затем Александр Незлобин.

## Правила
В каждой передаче четыре участника, которыми являются известные люди (в выпусках 2019 года — три участника). Обычно трое гостей — мужчины, а четвёртая гостья — женщина. Каждый из них должен совершить свою импровизацию: надеть костюм, выдаваемый костюмерами программы, и пройти в специальную комнату. Актёры программы встречают гостя заглавной фразой «Слава Богу, ты пришёл!» (или её вариациями, с редкими исключениями). Далее участнику задаются вопросы, прописанные сценарием миниатюры, на которые он должен по возможности смешно отвечать. Импровизацию останавливает судья нажатием на красную кнопку, издающую громкий звук. Завершает программу «общая» импровизация, в которой участвуют все четверо участников. После всех пяти импровизаций судья определяет победителя, который, по его мнению, выступил лучше всех, и вручает ему приз — пластиковую статуэтку в виде двери.
Каждый выпуск 1—4 сезонов передачи завершался демонстрацией титров с указанием всех сотрудников и актёров. В возобновлённой программе титры демонстрировались лишь в первом выпуске 5 сезона.
С 2018 года в начале каждого выпуска звучала песня, исполняемая детским хором Сергея Светлакова (его участники обучаются в центре творческого развития «Республика KIDS»).
В 2019 году во время финальной импровизации Александр Незлобин с целью разнообразить действие стал давать участникам через наушники специальные команды, которые необходимо выполнить. Ранее подобный приём использовался в другом проекте, в котором участвовал Светлаков, — шоу «Южное Бутово».

## Актёры

### 2006—2010
- Эдуард Радзюкевич
- Любовь Тихомирова
- Сергей Угрюмов
- Александр Олешко[14]
- Фёдор Добронравов
- Дарья Фекленко
- Валентина Рубцова[15]
- Сергей Рост
- Владимир Большов
- Александр Прокуратов
- Наталья Цыплакова
- Олег Акулич
- Иван Агапов
- Сергей Фролов
- Сергей Бадичкин
- Александра Большакова
- Тимур Орагвелидзе
- Владислава Кочерова
- Владис Гольк
- Светлана Пермякова
- Анастасия Макарова
- Галина Боб
- Андрей Бутин
- Виктор Добронравов
- Иван Замотаев
- Олег Кассин

Эпизодические
- Лёва и Шура Би-2 (4 выпуск)
- Алексей Митрофанов (5 выпуск)
- Михаил Гребенщиков (7 выпуск)
- Пьер Нарцисс (8, 61 выпуски)
- Павел Майков (14 выпуск)
- Владимир Гришко (14 выпуск)
- Анастасия Стоцкая[16] (14 выпуск)
- Егор Дружинин[17] (14 выпуск)
- Иосиф Кобзон (14 выпуск)
- Александр Устюгов[18] (15 выпуск)
- ансамбль «Непоседы»[19] (15 выпуск)
- Филипп Киркоров (15 выпуск)
- Руслан Сорокин (15 выпуск)
- Владимир Турчинский (16 выпуск)
- Андрей Бахметьев[20] (17 выпуск)
- Ольга Орлова (22 выпуск)
- Николай Дроздов (29 выпуск)
- Владимир и Сергей Кристовские (29 выпуск)
- Александр Стриженов (31 выпуск)
- Александр Асташёнок (32 выпуск)
- Елена Дмитриева (34 выпуск)
- Пётр Дранга (39 выпуск)
- Павел Астахов (47 выпуск)
- Сергей Лазарев[21] (60 выпуск)
- Дмитрий Бикбаев (60 выпуск)
- Влад Соколовский (60 выпуск)
- Павел Каплевич (61 выпуск)
- Евгений Папунаишвили (61 выпуск)
- Анастасия Сиваева (62 выпуск)
- Слава (66 выпуск)
- Владимир Фекленко (68, 70, 74 выпуски)
- Александр Головин[22] (71 выпуск)

### 2018—2019
- Светлана Галка
- Катарина Погорелова
- Мария Сластнёнкова
- Артём Сучков
- Иван Пышненко
- Сергей Стёпин
- Александр Волохов
- Вячеслав Гуливицкий
- Сергей Сафронов
- Наталья Паршенкова
- Антон Лирник
- Яна Кошкина[23]
- Дмитрий Колчин
- Александр Головин
- Алексей Маклаков
- Елена Федотова

Эпизодические
- Satyr (Илья Шабельников) (81 выпуск)
- Елена Летучая (82 выпуск)
- Игорь Верник (84 выпуск)
- Юлия Ковальчук[24] (89 выпуск)
- Александр Ревва[25] (90 выпуск)
- Дмитрий Кожома (90 выпуск)

## Эпизоды
| Сезон | Сезон | Эпизоды  | Дата выхода в эфир      | Судья            |
| ----- | ----- | -------- | ----------------------- | ---------------- |
|       | 1     | 1 — 42   | 24.09.2006 — 28.10.2007 | Александр Цекало |
|       | 2     | 43 — 59  | 04.11.2007 — 12.05.2008 | меняется         |
|       | 3     | 60 — 76  | 02.05 — 31.10.2009      | Вадим Галыгин    |
|       | 4     | 77 — 80  | 15.04 — 29.05.2010      | Андрей Ургант    |
|       | 5     | 81 — 92  | 26.10.2018 — 25.01.2019 | Сергей Светлаков |
|       | 6     | 93 — 103 | 05.04 — 14.06.2019      | Сергей Светлаков |

### Сезон 1
| № эпизода | Премьера   | Список участников   | Список участников     | Список участников    | Список участников    |
| --------- | ---------- | ------------------- | --------------------- | -------------------- | -------------------- |
| 1         | 24.09.2006 | Светлана Мастеркова | Оскар Кучера          | Гарик Мартиросян     | Дмитрий Губерниев    |
| 2         | 01.10.2006 | Людмила Артемьева   | Борис Краснов         | Игорь Золотовицкий   | Дмитрий Нагиев       |
| 3         | 08.10.2006 | Алексей Маклаков    | Александр Гуревич     | Михаил Ефремов       | Марина Голуб         |
| 4         | 15.10.2006 | Борис Смолкин       | Татьяна Лазарева      | Валдис Пельш         | Валерий Ярёменко     |
| 5         | 29.10.2006 | Александр Гуревич2  | Гарик Мартиросян2     | Павел Деревянко      | Амалия               |
| 6         | 06.11.2006 | Ольга Шелест        | Григорий Малыгин      | Борис Бурда          | Леонид Барац         |
| 7         | 11.11.2006 | Сергей Шустицкий    | Александр Пушной      | Семён Слепаков       | Юлия Рутберг         |
| 8         | 18.11.2006 | Сергей Фролов       | Андрей Носков         | Светлана Пермякова   | Юрий Стоянов         |
| 9         | 25.11.2006 | Сергей Сивохо       | Евгений Гришковец     | Тигран Кеосаян       | Елена Бирюкова       |
| 10        | 02.12.2006 | Юрий Колокольников  | Оскар Кучера2         | Сергей Светлаков     | Наташа Королёва      |
| 11        | 09.12.2006 | Антон Комолов       | Валдис Пельш2         | Эвелина Блёданс      | Валерий Сюткин       |
| 12        | 16.12.2006 | Алексей Панин       | Гоша Куценко          | Яна Чурикова         | Александр Устюгов    |
| 13        | 23.12.2006 | Евгений Стычкин     | Эдуард Неделько       | Вячеслав Гришечкин   | Ольга Прокофьева     |
| 14        | 31.12.2006 | Иван Ургант         | Антон Макарский       | Ольга Шелест2        | Фёдор Бондарчук      |
| 15        | 01.01.2007 | Гоша Куценко2       | Александр Пушной2     | Эвелина Блёданс2     | Тигран Кеосаян2      |
| 16        | 14.01.2007 | Семён Слепаков2     | Сергей Рост           | Константин Юшкевич   | Амалия2              |
| 17        | 21.01.2007 | Андрей Чижов        | Георгий Дронов        | Александр Носик      | Наталья Андреевна    |
| 18        | 28.01.2007 | Олег Акулич         | Григорий Малыгин2     | Ирина Рахманова      | Борис Моисеев        |
| 19        | 04.02.2007 | Александр Пушной3   | Евгений Сморигин      | Ростислав Хаит       | Алиса Гребенщикова   |
| 20        | 11.02.2007 | Максим Леонидов     | Дмитрий Танкович      | Эвелина Блёданс3     | Михаил Ефремов2      |
| 21        | 04.03.2007 | Нонна Гришаева      | Сергей Сивохо2        | Андрей Смоляков      | Андрей Рожков        |
| 22        | 11.03.2007 | Виктор Рыбин        | Павел Майков          | Фёкла Толстая        | Антон Морозенко      |
| 23        | 18.03.2007 | Отар Кушанашвили    | Александр Устюгов2    | Алла Довлатова       | Сергей Минаев        |
| 24        | 25.03.2007 | Олег Комаров        | Михаил Богдасаров     | Ксения Собчак        | Владимир Зеленский   |
| 25        | 01.04.2007 | Алексей Чумаков     | Александр Носик2      | Дмитрий Никулин      | Ксения Собчак2       |
| 26        | 08.04.2007 | Владимир Турчинский | Оксана Коростышевская | Сангаджи Тарбаев     | Александр Демидов    |
| 27        | 15.04.2007 | Вячеслав Разбегаев  | Алиса Гребенщикова2   | Евгений Сморигин2    | Владимир Долинский   |
| 28        | 22.04.2007 | Яна Чурикова2       | Михаил Полицеймако    | Камиль Ларин         | Дмитрий Брекоткин    |
| 29        | 30.04.2007 | Алексей Панин2      | Георгий Делиев        | Татьяна Дорофеева    | Владимир Виноградов  |
| 30        | 06.05.2007 | Нонна Гришаева2     | Борис Барский         | Александр Адабашьян  | Андрей Чивурин       |
| 31        | 13.05.2007 | Ольга Орлова        | Роман Трахтенберг     | Олег Акулич2         | Максим Ярица         |
| 32        | 20.05.2007 | Михаил Борисов      | Юрий Гальцев          | Эвелина Блёданс4     | Роман Емельянов      |
| 33        | 27.05.2007 | Александр Мадич     | Лада Дэнс             | Алексей Агранович    | Вадим Жук            |
| 34        | 12.06.2007 | Станислав Ярушин    | Николай Цискаридзе    | Наташа Королёва2     | Александр Пушной4    |
| 35        | 19.06.2007 | Андрей Ургант       | Сергей Сивохо3        | Пелагея              | Пётр Винс            |
| 36        | 24.06.2007 | Михаил Грушевский   | Ростислав Хаит2       | Пелагея2             | Роман Емельянов2     |
| 37        | 01.07.2007 | Дмитрий Соколов     | Александр Пряников    | Алёна Яковлева       | Владимир Виноградов2 |
| 38        | 08.07.2007 | Виталий Коломиец    | Камиль Ларин2         | Елена Борщёва        | Алексей Агранович2   |
| 39        | 07.10.2007 | Александр Демидов2  | Анфиса Чехова         | Александр Адабашьян2 | Богдан Титомир       |
| 40        | 14.10.2007 | Денис Привалов      | Иван Дыховичный       | Георгий Дронов2      | Слава                |
| 41        | 21.10.2007 | Алексей Чумаков2    | Елена Бирюкова2       | Семён Слепаков3      | Бари Алибасов        |
| 42        | 28.10.2007 | Антон Макарский2    | Сергей Мазаев         | Кирилл Папакуль      | Екатерина Скулкина   |

### Сезон 2
| № эпизода | Премьера   | Судья               | Список участников    | Список участников | Список участников    | Список участников  |
| --------- | ---------- | ------------------- | -------------------- | ----------------- | -------------------- | ------------------ |
| 1 (43)    | 04.11.2007 | Дмитрий Губерниев   | Максим Покровский    | Дмитрий Колдун    | Татьяна Геворкян     | Алекс Дубас        |
| 2 (44)    | 11.11.2007 | Татьяна Лазарева    | Дмитрий Губерниев2   | Дмитрий Дибров    | Евгений Рыбов        | Кристина Орбакайте |
| 3 (45)    | 18.11.2007 | Александр Митта     | Василий Соловьёв     | Александр Минаев  | Александр Пушной5    | Марина Хлебникова  |
| 4 (46)    | 25.11.2007 | Александр Пушной    | Владимир Турчинский2 | Сергей Дроботенко | Александр Ревва      | Дарья Донцова      |
| 5 (47)    | 02.12.2007 | Александр Жигалкин  | Вадим Андреев        | Митя Фомин        | Татьяна Веденеева    | Александр Маршал   |
| 6 (48)    | 09.12.2007 | Татьяна Веденеева   | Михаил Гребенщиков   | Дмитрий Соколов2  | Екатерина Стриженова | Вадим Жук2         |
| 7 (49)    | 16.12.2007 | Егор Дружинин       | Михаил Дорожкин      | Александр Журбин  | Дарья Субботина      | Эндрю Нджогу       |
| 8 (50)    | 28.12.2007 | Павел Астахов       | Антон Комолов2       | Андрей Бочаров    | Васант Балан         | Анита Цой          |
| 9 (51)    | 20.01.2008 | Амалия&Амалия       | Эдгард Запашный      | Сосо Павлиашвили  | Денис Панкратов      | Юлия Началова      |
| 10 (52)   | 27.01.2008 | Дмитрий Нагиев      | Никита Джигурда      | Борис Краснов2    | Юрий Аскаров         | Ольга Будина       |
| 11 (53)   | 03.02.2008 | Борис Краснов       | Андрей Козлов        | Илья Зудин        | Илья Казаков         | Мария Голубкина    |
| 12 (54)   | 10.02.2008 | Илья Резник         | Вадим Степанцов      | Роман Емельянов3  | Александр Вулых      | Татьяна Толстая    |
| 13 (55)   | 17.02.2008 | Александр Адабашьян | Александр Пряников2  | Иван Тарелкин     | Алексей Чумаков3     | Марика             |
| 14 (56)   | 04.05.2008 | Сергей Гинзбург     | Максим Лагашкин      | Александр Робак   | Юлий Гусман          | Катя Лель          |
| 15 (57)   | 05.05.2008 | Алекс Дубас         | Алексей Гоман        | Пётр Дранга       | Борис Грачевский     | Елена Перова       |
| 16 (58)   | 06.05.2008 | Юлий Гусман         | Максим Аверин        | Семён Чайка       | Валерий Лернер       | Тина Канделаки     |
| 17 (59)   | 12.05.2008 | Алексей Чумаков     | Арчи                 | Николай Наумов    | Максим Виторган      | Анастасия Цветаева |

### Сезон 3
| № эпизода | Премьера   | Список участников   | Список участников    | Список участников     | Список участников    |
| --------- | ---------- | ------------------- | -------------------- | --------------------- | -------------------- |
| 1 (60)    | 02.05.2009 | Лера Кудрявцева     | Эвклид Кюрдзидис     | Игорь Верник          | Сергей Астахов       |
| 2 (61)    | 09.05.2009 | Андрей Макаревич    | Александр Адабашьян3 | Николай Тимофеев      | Тина Канделаки2      |
| 3 (62)    | 16.05.2009 | Геннадий Ветров     | Александр Пушной6    | Таир Мамедов          | Алёна Свиридова      |
| 4 (63)    | 23.05.2009 | Владимир Вишневский | Алексей Серов        | Эдгард Запашный2      | Наталья Бочкарёва    |
| 5 (64)    | 30.05.2009 | Анфиса Чехова2      | Стас Костюшкин       | Денис Клявер          | Александр Незлобин   |
| 6 (65)    | 06.06.2009 | Дмитрий Колдун2     | Алексей Чумаков4     | Елена Воробей         | Алексей Гоман2       |
| 7 (66)    | 13.06.2009 | Павел Воля          | Роман Клячкин        | Владимир Турчинский3  | Татьяна Лазарева2    |
| 8 (67)    | 20.06.2009 | Эвелина Блёданс5    | Александр Смирнов    | Дмитрий Шепелев       | Станислав Садальский |
| 9 (68)    | 27.06.2009 | Роман Трахтенберг2  | Андрей Рожков2       | Корнелия Манго        | Руслан Белый         |
| 10 (69)   | 06.09.2009 | Владимир Шахрин     | Митя Фомин2          | Денис Косяков         | Алёна Апина          |
| 11 (70)   | 12.09.2009 | Алексей Смирнов     | Андрей Разыграев     | Дарья Сагалова        | Марк Тишман          |
| 12 (71)   | 26.09.2009 | Дмитрий Носов       | Дмитрий Хрусталёв    | Максим Пастер         | Анна Седокова        |
| 13 (72)   | 03.10.2009 | Виктория Боня       | Оскар Кучера3        | Ренат Кадыров         | Сергей Стёпин        |
| 14 (73)   | 10.10.2009 | Владимир Тишко      | Василий Соловьев2    | Доминик Джокер        | Ольга Шелест3        |
| 15 (74)   | 17.10.2009 | Юлий Гусман2        | Кирилл Папакуль2     | Валерий Баринов       | Сати Казанова        |
| 16 (75)   | 24.10.2009 | Дмитрий Соколов3    | Владимир Маркин      | Олег Комаров2         | Слава2               |
| 17 (76)   | 31.10.2009 | Леонид Закошанский  | Сергей Рост2         | Александр Анатольевич | Юлия Ковальчук       |

### Сезон 4
| № эпизода | Премьера   | Список участников | Список участников | Список участников   | Список участников    |
| --------- | ---------- | ----------------- | ----------------- | ------------------- | -------------------- |
| 1 (77)    | 15.04.2010 | Александр Пушной7 | Марина Федункив   | Алексей Панин3      | Дмитрий Брекоткин2   |
| 2 (78)    | 15.05.2010 | Андрей Рожков3    | Борис Моисеев2    | Леонид Закошанский2 | Тина Канделаки3      |
| 3 (79)    | 22.05.2010 | Гарик Харламов    | Михаил Башкатов   | Татьяна Лазарева3   | Дмитрий Соколов4     |
| 4 (80)    | 29.05.2010 | Юлий Гусман3      | Эвелина Блёданс6  | Вадим Галыгин       | Александр Адабашьян4 |

### Сезон 5
| № эпизода | Премьера   | Список участников | Список участников  | Список участников    | Список участников  |
| --------- | ---------- | ----------------- | ------------------ | -------------------- | ------------------ |
| 1 (81)    | 26.10.2018 | Елена Летучая     | Алла Михеева       | Иван Ургант2         | L’One              |
| 2 (82)    | 02.11.2018 | Александр Ревва2  | Feduk              | Глюк’оZа             | Михаил Галустян    |
| 3 (83)    | 09.11.2018 | Гарик Сукачёв     | Максим Галкин      | Татьяна Навка        | Вадим Галыгин2     |
| 4 (84)    | 16.11.2018 | Владимир Меньшов  | Юлианна Караулова  | Василий Уткин        | Михаил Шац3        |
| 5 (85)    | 23.11.2018 | Дмитрий Назаров   | Наталия Медведева  | Юлия Александрова    | Светлана Кузнецова |
| 6 (86)    | 30.11.2018 | Андрей Соколов    | Альбина Джанабаева | Андрей Рожков4       | Сергей Мазаев2     |
| 7 (87)    | 07.12.2018 | Михаил Грушевский | Роман Юнусов       | Ингеборга Дапкунайте | Павел Деревянко2   |
| 8 (88)    | 14.12.2018 | Вера Брежнева     | Владимир Шахрин2   | Гарик Burito         | Юлия Ковальчук2    |
| 9 (89)    | 21.12.2018 | Макс +100500      | Алексей Чумаков5   | Антон Лирник         | Антон Богданов     |
| 10 (90)   | 11.01.2019 | Ольга Серябкина   | Михаил Боярский    | Тимур Родригез       | Владимир Сычёв     |
| 11 (91)   | 18.01.2019 | Эдгард Запашный2  | Кети Топурия       | Байгали Серкебаев    | Алексей Ягудин     |
| 12 (92)   | 25.01.2019 | Тина Канделаки4   | Анна Седокова2     | Леонид Якубович      | Джиган             |

### Сезон 6
| № эпизода | Премьера   | Список участников | Список участников   | Список участников  |
| --------- | ---------- | ----------------- | ------------------- | ------------------ |
| 1 (93)    | 05.04.2019 | Филипп Киркоров   | Анна Старшенбаум    | Владимир Селиванов |
| 2 (94)    | 12.04.2019 | Фёдор Смолов      | Настасья Самбурская | Вадим Галыгин3     |
| 3 (95)    | 19.04.2019 | Ксения Собчак3    | Андрей Рожков5      | Максим Лагашкин2   |
| 4 (96)    | 26.04.2019 | Валерия           | Михаил Башкатов2    | Юрий Чурсин        |
| 5 (97)    | 03.05.2019 | Дмитрий Кожома    | Александр Рогов     | Николай Соболев    |
| 6 (98)    | 10.05.2019 | Ян Цапник         | Андрей Кириленко    | Екатерина Волкова  |
| 7 (99)    | 17.05.2019 | Алексей Кривеня   | Екатерина Климова   | Денис Клявер2      |
| 8 (100)   | 24.05.2019 | ST                | Роман Курцын        | Камиль Ларин3      |
| 9 (101)   | 31.05.2019 | DJ Smash          | Мария Миногарова    | Дмитрий Никулин2   |
| 10 (102)  | 07.06.2019 | Марьяна Ро        | Дмитрий Брекоткин3  | Иосиф Пригожин     |
| 11 (103)  | 14.06.2019 | Сергей Светлаков2 | Александр Незлобин2 | Яна Кошкина        |

## Перезапуск проекта
Осенью 2012 года «Независимая газета» со ссылкой на пресс-службу СТС сообщила о том, что телеканал планировал возобновить съёмки программы, которые должны были состояться 30 и 31 октября 2012 года. Позже съёмки были перенесены на декабрь. Производством должна была заниматься продюсерская компания Александра Цекало и Руслана Сорокина «Среда», с которой на тот момент сотрудничала часть команды первого сезона, а судьёй вновь должен был стать сам Цекало. Однако телеканал в экстренном порядке и без объяснения причин окончательно отменил съёмки, что, по мнению Татьяны Лазаревой (жены Михаила Шаца), является реакцией на вступление Шаца в Координационный совет российской оппозиции.
В июле 2018 года стало известно, что проект решили возобновить, судьёй и продюсером стал Сергей Светлаков, ранее участвовавший в десятом выпуске первого сезона, креативным продюсером — Александр Незлобин, являвшийся участником пятого выпуска третьего сезона, продюсером — ранее работавший креативным продюсером первого сезона и сценаристом первых 50 выпусков шоу Руслан Сорокин. В сентябре был объявлен новый ведущий — Игорь Верник, который ранее участвовал в первом выпуске третьего сезона от 2 мая 2009 года. Предыдущий ведущий Михаил Шац признался, что до последнего надеялся, что он снова будет вести программу. В свою очередь, генеральный продюсер СТС Антон Федотов заявил, что предложил Шацу прийти на съёмки в качестве гостя, и тот в итоге согласился, приняв участие в 84-м выпуске. Впоследствии Шац сам расхотел снова вести шоу.
Для повышения качества телепроекта создатели пошли на более дорогую модель производства: за один съёмочный день снимался только один выпуск программы (раньше в день снималось, как правило, два выпуска, реже — три или один). Премьера обновлённого шоу состоялась 26 октября 2018 года в 22:00.
В начале 2019 года проект был продлён на шестой сезон, в котором ведущим стал Александр Незлобин, работая за кулисами, в то время как на сцене с участниками общался Светлаков единолично. Также впервые за историю программы в одном выпуске передачи участвовали три человека. Незадолго до старта шестого сезона Незлобин в интервью Юрию Дудю сообщил, что недоволен качеством пятого сезона (в частности, сценариями импровизаций, не соответствовавшими первоначальным концепциям) и надеялся на более удачные итоги последующего, а затем в августе того же года в интервью петербургскому телеканалу «78» заявил, что ему и его коллегам необходимо было сменить название шоу, чтобы зритель не делал сравнений с первоначальной версией, которая, по его мнению, была недостаточно динамичной и смешной.
В ноябре 2023 года на презентации канала СТС было объявлено об очередном возрождении шоу, которое планировалось осуществить в 2024 году.

## Дайджест
С 17 января по 21 февраля 2009 года по субботам на СТС выходил спецпроект «Слава Богу, ты пришёл! Лучшее», где были показаны лучшие импровизации первого и второго сезонов шоу.
| № эпизода | Дата эфира | Список участников   | Список участников | Список участников             | Список участников |
| --------- | ---------- | ------------------- | ----------------- | ----------------------------- | ----------------- |
| 1         | 17.01.2009 | Гарик Мартиросян    | Сергей Светлаков  |                               |                   |
| 2         | 24.01.2009 | Татьяна Лазарева    | Александр Пушной  | Александр Цекало и Михаил Шац |                   |
| 3         | 31.01.2009 | Дмитрий Нагиев      | Гоша Куценко      | Тигран Кеосаян                |                   |
| 4         | 07.02.2009 | Ксения Собчак       | Эвелина Блёданс   |                               |                   |
| 5         | 14.02.2009 | Александр Адабашьян | Михаил Ефремов    | Юрий Стоянов                  |                   |
| 6         | 21.02.2009 | Юлий Гусман         | Роман Емельянов   | Тина Канделаки                |                   |

## Награды
ТЭФИ 2008 — в номинации «Развлекательная программа: юмор».

### Комментарии
1. ↑  Специальный выпуск под названием «Слава Богу, Новый год!», который начался за полчаса до боя курантов. До начала программы Михаил Шац и Александр Цекало поменялись местами: Шац занял кресло судьи, а Цекало — место основного ведущего. После импровизации Фёдора Бондарчука Шац покинул студию, чтобы переодеться для своей специальной импровизации, которая была показана после импровизации Антона Макарского, после которой Цекало также снова стал судьёй. После выступления Шаца было показано Новогоднее обращение Президента Российской Федерации, а затем Шац вернулся на место ведущего. Всем участникам программы, в том числе и Шацу, были вручены статуэтки победителя.
2. ↑  Специальный выпуск под названием «Слава Богу, Новый год!», который вышел сразу после предыдущего. После импровизации Гоши Куценко Цекало покинул студию, чтобы переодеться для своей специальной импровизации, которая была показана после импровизации Эвелины Блёданс, а место судьи в это время занимал Шац. Всем участникам программы, в том числе и Цекало, были вручены статуэтки победителя.
3. ↑  Специальный выпуск ко Дню смеха. После импровизации Алексея Чумакова Цекало и Шац покинули студию, чтобы переодеться для своей специальной импровизации Архивная копия от 2 июня 2021 на Wayback Machine, которая была показана после импровизации Александра Носика, а места ведущего и затем судьи в это время занимал режиссёр программы Александр Жигалкин.
4. ↑  Впервые судьёй были выбраны два победителя.
5. ↑  Судья выбрал победителя — Сергея Астахова, но Астахов отдал приз Лере Кудрявцевой.
6. ↑  В финальной импровизации участвовало 3 гостя вместо положенных четырёх. Юлий Гусман не явился.
7. ↑  По мнению судьи, победу одержал Галыгин, однако сам Вадим решил отдать приз Блёданс.
8. ↑  Ранее Михаил Шац принимал участие в импровизациях в 14 и 25 выпусках.
9. ↑  Специальный выпуск, в котором ведущего Александра Незлобина и судью Сергея Светлакова, участвовавших в импровизациях, заменили два участника детского хора.